# Jean-Louis Marco
Jean-Louis Marco est un auteur français de bande dessinée, né le 28 mars 1974 à Marseille.

## Biographie
Jean-Louis Marco a vécu jusqu'à l'âge de 20 ans sur les hauteurs de l’île de la Réunion dans le village de Cilaos. Il rejoint la métropole en 1994 pour suivre une formation de 3 ans en graphisme et communication à l'école supérieure des arts et de la communication de Pau (ESAC). 
Durant cette période, il crée le fanzine Anus Horribilis avec son frère Victor Marco et Loran (Laurent Crenn),. 
Il exerce ensuite le métier de graphiste et d'illustrateur indépendant à Montpellier, participe au fanzine Good Stuff, et publie à partir de 2001 des strips et des jeux dans le magazine jeunesse Tchô! alors édité par Glénat.
Sa carrière d'auteur de bande dessinée professionnel commence en 2002 avec la publication chez Le Cycliste du premier tome de la trilogie Rosco le Rouge. Il publie par la suite en 2006 A real true Hollywood story. Son dernier album Mémoires d'un guerrier est publié en 2011 chez Gallimard,.
En parallèle de son activité d'auteur, il enseigne depuis 2009 l'art de la narration en bande dessinée à l'École Supérieur des Métiers de l'Image de Bordeaux. 
En dehors du monde de la bande dessinée, Jean-Louis Marco est chanteur et guitariste dans le groupe de rock Kiss Kiss Karaté Passion.

## Publications

### Série Rosco le Rouge
- Tome 1 Les baies sauvages, Le Cycliste (collection Technicolor), 2002
Scénario, dessin et couleurs : Jean-Louis Marco[8]
- Tome 2 A mort mi amor, Le Cycliste (collection Technicolor), 2004
Scénario et dessin : Jean-Louis Marco - Couleurs : Myriam
- Tome 3 Jus de gredins, Le Cycliste (collection Technicolor), 2005
Scénario et dessin : Jean-Louis Marco - Couleurs : Myriam

#### Intégrale
- Rosco le Rouge, Physalis, 2013
Scénario et dessin : Jean-Louis Marco - Couleurs : Myriam

#### Album en noir et blanc
- Tome 2 A mort mi amor, Le Cycliste (collection Technicolor), 2004
Scénario et dessin : Jean-Louis Marco - Couleurs : N&B

### Albums de bande dessinée
- Mac Steel : A real true Hollywood story, Le Cycliste (collection Technicolor), 2006
Scénario et dessin : Jean-Louis Marco - Couleurs : Virginie Cachau
- Mémoires d'un guerrier, Gallimard (collection Bayou), 2011
Scénario, dessin et couleurs : Jean-Louis Marco

## Autres travaux

### Fanzines
- Anus Horribilis (collectif).
- Good Stuff (collectif), 2001, édité par l'association Indus Valley Pau[2].

### Album collectif
- Alerte sur Ooxia, 2006, édité par Planète Energies.

### Jeu de société
- Les Morts aux trousses, 2006, édité par Le Septième Cercle sous le label Neko Corp[1].

Auteurs : Jean-Louis Marco, Victor Marco et Olivier Bernet - Illustrateur : Jean-Louis Marco 